# Xavier de Marnhac
Xavier Bout de Marnhac (Treviri, 17 luglio 1951) è un generale francese.
Con il grado di tenente generale, de Marnhac è stato comandante della Kosovo Force (KFOR) ed è attualmente Comandante militare di Lione dal 2008.